# Sideways
Sideways (br: Sideways - Entre Umas e Outras) é um filme estadunidense de 2004, do gênero drama, co-escrito e dirigido por Alexander Payne, com roteiro baseado no romance homônimo de Rex Pickett. Venceu o Oscar de melhor roteiro adaptado.

## Sinopse
Trata-se de uma comédia-drama. Um homem fascinado por vinhos e seu melhor amigo saem para uma viagem de uma semana, de despedida de solteiro, pelas vinícolas da Califórnia. Eles viajam juntos, degustando vinhos e acabam conhecendo duas mulheres, sendo que uma delas influencia profundamente a vida do primeiro, um depressivo, recém divorciado e escritor frustrado. Dirigido por Alexander Payne (Eleição) e com Paul Giamatti e Sandra Oh no elenco.

## Elenco
- Paul Giamatti .... Miles Raymond
- Thomas Haden Church .... Jack Lopate
- Virginia Madsen .... Maya Randall
- Sandra Oh .... Stephanie
- Marylouise Burke .... mãe de Miles
- Jessica Hecht .... Victoria
- Missy Doty .... Cammi
- M.C. Gainey .... marido de Cammi
- Alysia Reiner .... Christine Erganian
- Shake Tukhmanyan .... sra. Erganian
- Duke Moosekian .... Mike Erganian
- Patrick Gallagher .... Gary
- Chris Burroughs .... Chris
- Lee Brooks .... Ken Cortland
- Peter Dennis .... Leslie Brough

## Principais prêmios e indicações
Oscar 2005 (EUA)
| Ano  | Categoria                | Notas                        | Resultado |
| ---- | ------------------------ | ---------------------------- | --------- |
| 2005 | Melhor filme             | Sideways                     | Indicado  |
| 2005 | Melhor diretor           | Alexander Payne              | Indicado  |
| 2005 | Melhor ator coadjuvante  | Thomas Haden Church          | Indicado  |
| 2005 | Melhor atriz coadjuvante | Virginia Madsen              | Indicado  |
| 2005 | Melhor roteiro adaptado  | Alexander Payne e Jim Taylor | Venceu    |

Globo de Ouro 2005 (EUA)
| Ano  | Categoria                         | Notas                        | Resultado |
| ---- | --------------------------------- | ---------------------------- | --------- |
| 2005 | Melhor filme - comédia ou musical | Sideways                     | Venceu    |
| 2005 | Melhor diretor                    | Alexander Payne              | Indicado  |
| 2005 | Melhor ator - comédia ou musical  | Paul Giamatti                | Indicado  |
| 2005 | Melhor ator coadjuvante           | Thomas Haden Church          | Indicado  |
| 2005 | Melhor atriz coadjuvante          | Virginia Madsen              | Indicado  |
| 2005 | Melhor roteiro                    | Alexander Payne e Jim Taylor | Venceu    |

BAFTA 2005 (Reino Unido)
| Ano  | Categoria               | Notas                        | Resultado |
| ---- | ----------------------- | ---------------------------- | --------- |
| 2005 | Melhor roteiro adaptado | Alexander Payne e Jim Taylor | Venceu    |